# باشگاه فوتبال تی‌ام
باشگاه فوتبال تلکام مالزی، که معمولاً با نام تی‌ام‌اف‌سی شناخته می‌شود، یک باشگاه فوتبال حرفه‌ای مالزیایی بود که ریشه در ملاکا داشت، تا اینکه باشگاه پایگاه خود را به کوالا لامپور منتقل کرد. آخرین زمین خانگی این باشگاه، ورزشگاه ۲۵۰۰۰ نفری ام‌بی‌پی‌جی بود. این باشگاه تا فصل ۰۷–۲۰۰۶ سوپر لیگ مالزی بازی می‌کرد. این باشگاه متعلق به تلکام مالزی بود. رنگ‌های لباس معمول آنها نارنجی و آبی بود.